# B-Zell-Rezeptor CD22
B-Zell-Rezeptor CD22 ist ein Oberflächenprotein.

## Eigenschaften
CD22 ist ein Lektin und Zelladhäsionsmolekül aus der SIGLEC-Familie und bindet den B-Zell-Rezeptor und sialylierte (bevorzugt alpha-2,6-gebunden) Glykoproteine wie CD45. Es wird von B-Zellen gebildet und ist ein regulierender Co-Rezeptor des B-Zell-Rezeptor. Es ist unter anderem an der Zelladhäsion beteiligt. Je nach folgender Signaltransduktion kann CD22 die B-Zelle (via Src) aktivieren und so die humorale Immunantwort verstärken oder es ist (via Phosphatasen) an der B-Zell-Toleranz beteiligt. Dies erfolgt durch Bindung dieser Proteine an das intrazelluläre ITIM-Motiv von CD22. Es ist glykosyliert und phosphoryliert. Epratuzumab bindet an CD22 und wird zur Behandlung von Lupus erythematodes untersucht.